# Лемма
Ле́мма (греч. λημμα — предположение) — доказанное утверждение, полезное не само по себе, а для доказательства других утверждений. По этой причине она также известна как «вспомогательная теорема». Во многих случаях важность леммы определяется теоремой, которую она стремится доказать; однако лемма также может оказаться более важной, чем предполагалось изначально. Слово «лемма» происходит от древнегреческого λῆμμα («все, что получено», например, подарок, прибыль или взятка).
Примеры известных лемм: лемма Евклида, лемма Жордана, несколько лемм Гаусса, лемма Накаямы, лемма Бёрнсайда, лемма Морса, лемма о разрастании, лемма Фату, лемма Ферма, лемма Цорна, лемма Шепли — Фолкмана, лемма Шура.

## Сравнение с теоремой
Между леммой и теоремой нет формального различия, только различие по намерению. Однако лемму можно считать второстепенным результатом, единственной целью которого является помощь в доказательстве более существенной теоремы — шаг в направлении доказательства.